# 화산 겨울

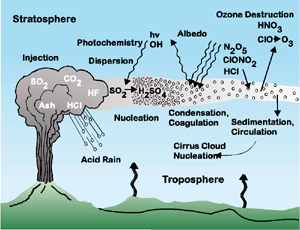

화산 겨울(Volcanic winter)은 유황이 풍부하고 특히 폭발적인 화산 폭발 이후 황산 방울이 태양을 가리고 지구의 알베도(태양 복사 반사 증가)를 높여 지구 온도가 감소하는 현상이다. 기후 영향은 주로 SO2와 H2S가 성층권에 주입되는 양에 따라 달라지며, 성층권에서는 OH 및 H2O와 반응하여 H2SO4를 형성하며, 그 결과 H2SO4 에어러솔이 지배적인 복사 효과를 생성한다. 화산 성층권 에어로졸은 태양 복사를 반사하여 표면을 냉각시키고, 수년 동안 지구 복사를 흡수하여 성층권을 따뜻하게 한다. 더욱이 냉각 추세는 대기-얼음-해양 피드백 메커니즘에 의해 더욱 확장될 수 있다. 이러한 피드백은 화산 에어로졸이 소멸된 후에도 오랫동안 시원한 기후를 계속 유지할 수 있다.

## 같이 보기
- 지구음암화
- 핵겨울